# Dekanat Grębków
Dekanat Grębków – jeden z 25 dekanatów w rzymskokatolickiej diecezji siedleckiej.

## Parafie
W skład dekanatu wchodzi 7 parafii
.
- parafia św. Stanisława – Czerwonka
- parafia św. Bartłomieja Apostoła – Grębków
- parafia MB Królowej Korony Polskiej – Kopcie
- parafia św. Aleksego – Oleksin
- parafia św. Apostołów Piotra i Pawła – Wierzbno
- parafia Trójcy Świętej – Wiśniew
- parafia Podwyższenia Krzyża Świętego – Wyszków

Według danych zgromadzonych przez Kurię Diecezji Siedleckiej dekanat liczy 11180 wiernych.

## Sąsiednie dekanaty
Domanice, Mińsk Mazowiecki I (diec. warszawsko-praska), Siennica (diec. warszawsko-praska), Stanisławów (diec. warszawsko-praska), Suchożebry, Węgrów (diec. drohiczyńska)